# Azolla caroliniana
Azolla caroliniana Willd. è una pteridofita acquatica appartenente alla famiglia Salviniaceae, in grado di stabilire una simbiosi con il cianobatterio azotofissatore Anabaena azollae.

## Distribuzione e habitat
La pianta è nativa delle Americhe (Carolina) e si estende dal Nord America all'Ontario, e dalle coste dell'est del Wisconsin e del Texas sino ai Caraibi e nell'America del Sud dal sud-est del Messico (Chiapas) sino al nord dell'Argentina e dell'Uruguay.

## Descrizione
È nota per essere una pianta ossigenante acquatica, con piccole fronde di lunghezza variabile tra i 5 e i 10 mm, di un colore variabile dal verde scuro al rossiccio nella stagione invernale. La superficie delle piante è coperta di una leggera peluria e conferisce loro un effetto vellutato. Può sopravvivere in acqua anche alla temperatura di minimo 5 °C, ma cresce in maniera migliore in estate, con temperature comprese tra i 25 ed i 30 °C.

## Coltivazione e usi
Azolla caroliniana viene tutt'oggi coltivata in Asia come biofertilizzante naturale, rinomata per la sua abilità di fissare i nitrati (v. caratteristiche generali dell'Azolla), diminuendo l'uso di concimi naturali od artificiali nelle risaie. Le piccole fronde sono inoltre utilizzate come cibo per i pesci e come piante decorative in terrarium o acquari con specie tropicali, come in vasche a cielo aperto; si propaga per divisione e come tale cresce molto rapidamente.